# Teresa Marinova
Teresa Marinova (Pleven, 5 de setembro de 1977) é uma atleta búlgara, campeã olímpica em Sydney 2000, especializada no salto em distância e no salto triplo.
Na adolescência, Marinova conseguiu destaque internacional ao se tornar campeã européia e campeã mundial júnior do salto triplo, mantendo até hoje a melhor marca do mundo júnior para esta prova (14m62), conseguida em Sydney, 1996, aos 18 anos de idade.  Quatro anos depois, nos Jogos Olímpicos na mesma cidade, ela conquistou a medalha de ouro da prova saltando 15,20 m, sua melhor marca pessoal.
Filha e irmã de atletas - seu pai foi o recordista búlgaro dos 800 m - e treinada pelo campeão olímpico e mundial búlgaro Hristo Markov, ela também conseguiu destaque no salto em distância, onde seu melhor salto é de 6,46 m.
Depois de uma medalha de bronze no Campeonato Mundial de Atletismo de 2001, em Edmonton, no Canadá, ela ganhou a medalha de ouro no Campeonato Europeu de Atletismo em Pista Coberta de 2002, na Áustria, e foi sexta colocada no Campeonato da Europa de Atletismo de 2006 depois de dois anos ausente dos estádios e fora das competições. Marinova se retirou do atletismo logo após os Jogos Olímpicos de Pequim, em 2008.
No mesmo ano de sua conquista olímpica, ela foi premiada com o título de Personalista Esportiva do Ano, na Bulgária.